# Jon Lilygreen
Jon Lilygreen (nacido el 4 de agosto de 1987 en Newport, Gales) es un cantante británico, mayormente conocido por haber representado a Chipre en el Festival de la Canción de Eurovisión 2010 junto al grupo The Islanders.

## Su paso por Eurovisión

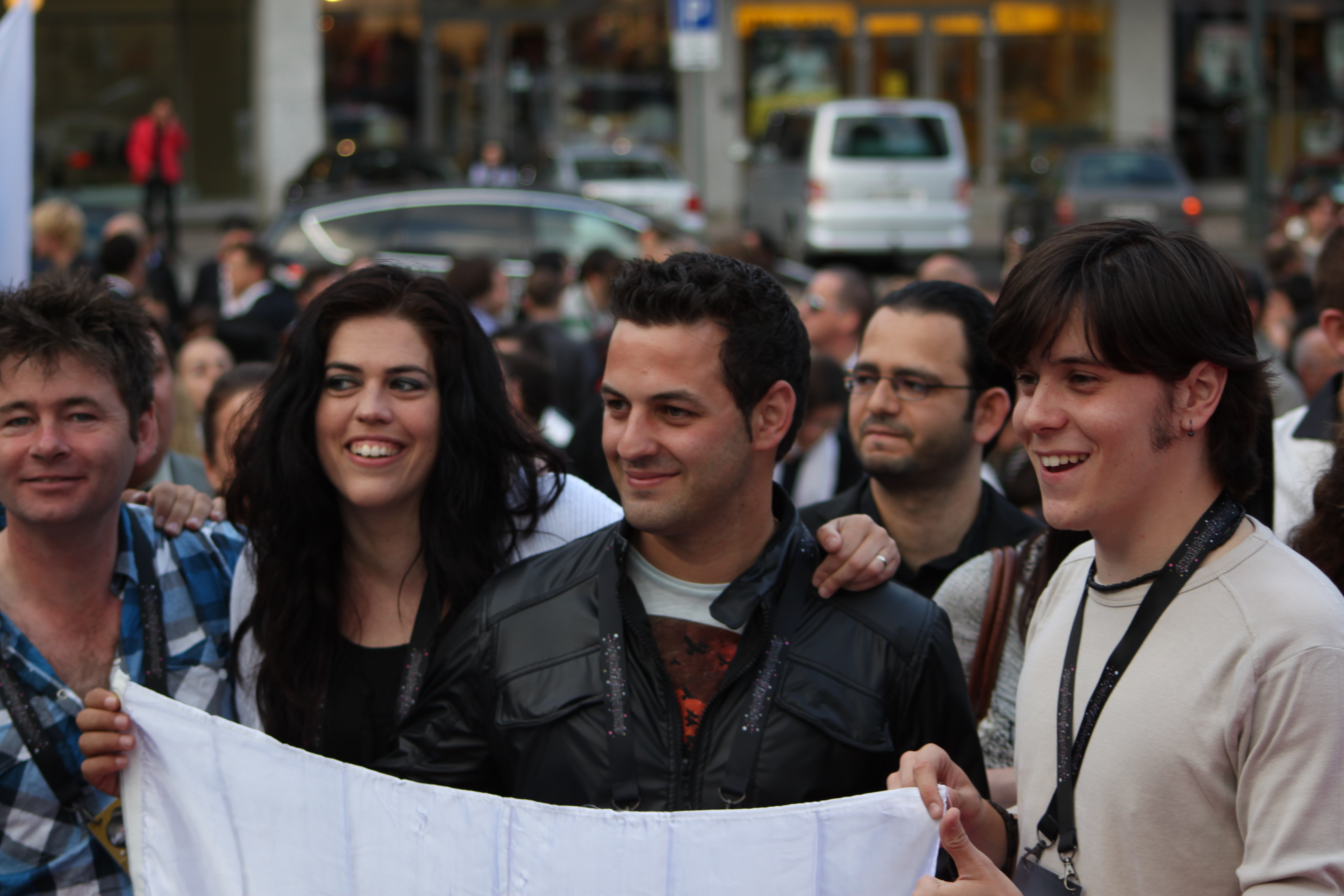
cantante,compositor

Jon participó de la selección nacional chipriota en 2010 junto al grupo The Islanders con la canción "Life looks better in spring". Se alazaron con la victoria teniendo el derecho de representar a la isla en el certamen europeo. Finalmente, Lilygreen y la banda se lograron clasificar en el 10° puesto con 67 puntos a la final realizado el 29 de mayo. En la final, sólo alcanzaron el 21° lugar con 27 puntos.